# Crátilo (diálogo)

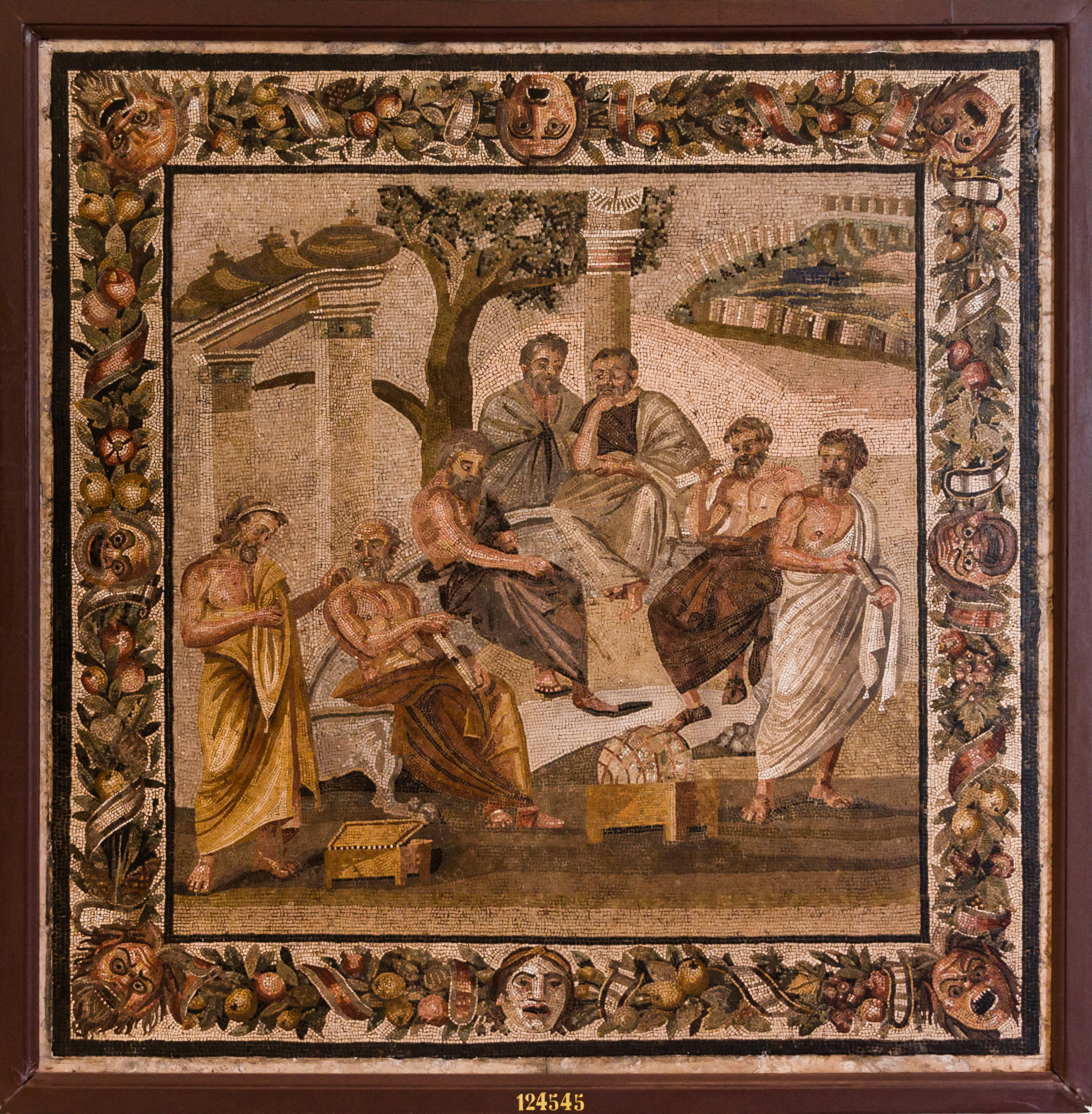
Mosaico da Academia de Platão. Mosaico romano do século I a.C. de Pompéia, agora no Museu Arqueológico de Nápoles.

Crátilo (do grego antigo Κρατύλος, Kratulos) é um diálogo platónico. A maioria dos académicos contemporâneos acreditam ter sido essencialmente escrito no período intermédio de Platão. No diálogo, Sócrates é questionado por dois homens, Crátilo e Hermógenes, sobre se os nomes são "convencionais" ou "naturais", isto é, se a linguagem é um sistema de símbolos arbitrários ou se as palavras possuem uma relação intrínseca com as coisas que elas significam. Ao fazer isto, este texto tornou-se numa das primeiras obras filosóficas do período clássico grego a tratar de matérias como a etimologia e a linguística.
O Crátilo individual foi a primeira influência intelectual sobre Platão (David Sedley). Aristóteles afirma que Crátilo influenciou Platão introduzindo-lhe os ensinamentos de Heráclito, de acordo com MW. Riley.

## Textos e traduções
- Uma tradução inicial ara o inglês foi feita por Thomas Taylor em 1804.
- Benjamin Jowett (1892). The Dialogues of Plato, in 5 vols 3rd edition revised and corrected. [S.l.]: Oxford University Press
- Plato: Cratylus, Parmenides, Greater Hippias, Lesser Hippias. Com tradução de Harold N. Fowler. Loeb Classical Library 167. Harvard Univ. Press (publicado originalmente em 1926). ISBN 9780674991859 HUP listing
- Plato: Opera, Volume I. Oxford Classical Texts. ISBN 978-0198145691
- Plato: Complete Works. Hackett, 1997. ISBN 978-0872203495
- Dalimier, C., 1998, Platon, Cratyle, Paris: Flammarion.
- Méridier, L., 1931, Platon, Cratyle, Paris: Les belles lettres.
- Reeve, C. D. C., 1997, Plato, Cratylus: translated with introduction and notes, Indianapolis and Cambridge: Hackett; reinpresso J.M. Cooper. (ed.) Plato, Complete Works, Indianapolis and Cambridge: Hackett.